# John Michie
John Michie es un actor birmano-escocés conocido por haber interpretado a Robbie Ross en la serie Taggart y a Karl Munro en Coronation Street.

## Biografía
John se crio en Kenia hasta los 12 años luego se mudó con su familia a Escocia.
Está casado con Carol Fletcher, la pareja tiene tres hijos: Daisy, Sam y Louella Michie.

## Carrera
En 1984 obtuvo un pequeño papel en la película A Passage to India.
En 1998 se unió al elenco de la serie Taggart donde interpretó al detective inspector de la policía Robert "Robbie" Ross, hasta el final de la serie en el 2010. Anteriormente había aparecido por primera vez en la serie en 1990cuando interpretó a Robby Meiklejohn en el episodio "Love Knot".
El 17 de junio del 2011 se unió al elenco de la popular serie británica Coronation Street donde interpretó al peligroso Karl Munro, hasta el 13 de septiembre del 2013 después de que su personaje fuera arrestado por haber asesinado a Sunita Alahan y por haber secuestrado a Stella Price.
El 26 de noviembre del 2013 se unió al elenco principal de la serie médica Holby City donde interpreta al doctor neurocirujano Guy Self, hasta ahora.
En el 2014 apareció como invitado en la serie médica Casualty donde interpretó al doctor Guy Self. Anteriormente había aparecido por primera vez en la serie en 1985 durante dos episodios donde interpretó al oficial de la policía Frank Jameson.

## Filmografía

### Series de televisión
| Año         | Título                        | Personaje          | Notas                                      |
| ----------- | ----------------------------- | ------------------ | ------------------------------------------ |
| 2013 - 2017 | Holby City                    | Dr. Guy Self       | 126 episodios                              |
| 2014, 2016  | Casualty                      | Dr. Guy Self       | 7 episodios                                |
| 2011 - 2013 | Coronation Street             | Karl Munro         | 296 episodios                              |
| 1998 - 2010 | Taggart                       | Det. Robbie Ross   | 69 episodios                               |
| 2010        | Rab C. Nesbitt                | Saunders McClure   | episodio "Muse"                            |
| 2002        | Wire in the Blood             | Jack Vance         | 2 episodios                                |
| 2001        | Randall & Hopkirk (Deceased)  | Stuart Boyle       | episodio "Two Can Play at That Game"       |
| 2001        | Timewatch                     | Narrador           | episodio "Bombing Germany"                 |
| 1998        | EastEnders                    | Mr. Walker         | episodio del 9 de abril                    |
| 1998        | Dalziel and Pascoe            | Andrew Goodenough  | episodio "Child's Play"                    |
| 1996        | Heartbeat                     | Hugh               | episodio "Charity Begins at Home"          |
| 1996        | London Bridge                 | Tim Morris         | 12 episodios                               |
| 1996        | The Bill                      | -                  | episodio "Tough Love"                      |
| 1996        | The Vet                       | Jeff Hopkinson     | episodio "A Blind Eye"                     |
| 1995        | Bugs                          | Paul Cray          | episodio "Stealth"                         |
| 1994        | Ruth Rendell Mysteries        | Nick               | 3 episodios                                |
| 1993        | Lovejoy                       | Jacob              | episodio "Stones of Destiny"               |
| 1992        | Moon and Son                  | Trevor Moon        | 13 episodios                               |
| 1990        | Poirot                        | James Robinson     | episodio "The Adventure of the Cheap Flat" |
| 1989        | Anything More Would Be Greedy | Alistaire Midwitch | 2 episodios - miniserie                    |
| 1987        | Casualty                      | Frank Jameson      | 2 episodios                                |
| 1987        | Rockliffe's Babies            | Bonnamy            | episodio "In the Bag"                      |
| 1985        | Albion Market                 | Tony Fraser        | episodio # 1.2                             |
| 1983        | Storyboard                    | David Armstrong    | episodio "Lytton's Diary"                  |
| 1982        | Play for Today                | George             | episodio "The Silly Season"                |

### Películas
| Año  | Título                      | Personaje              | Notas                                                                                              |
| ---- | --------------------------- | ---------------------- | -------------------------------------------------------------------------------------------------- |
| 2004 | The Race                    | Padre Pat              | corto - junto a Gordon Brown, Drew Cain, Toni Frutin, Gerry McLeod, Steven Robertson & Jamie Sives |
| 2002 | Puckoon                     | Col. Charrington Thurk | junto a Elliott Gould, John Lynch, David Kelly, Milo O'Shea & Freddie Jones                        |
| 2001 | Storm                       | Coronel Pine           | corto - junto a Morgan Deare, James Staddon, Roger Moss, Bruno Loxton & William Findley            |
| 2000 | Being Considered            | Frank                  | junto a James Dreyfus, Tom Farrelly, Eric Meyers & David Tennant                                   |
| 1999 | To Walk with Lions          | Tony Fitzjohn          | junto a Richard Harris, Kerry Fox, Ian Bannen, Hugh Quarshie, Honor Blackman & Geraldine Chaplin   |
| 1998 | Monk Dawson                 | Eddie Dawson           | junto a Martin Kemp, Rhona Mitra, Paula Hamilton, Rupert Vansittart & Roger Hammond                |
| 1997 | Daphne & Apollo             | Barry                  | corto - junto a Abigail McKern & Sally Mortemore                                                   |
| 1996 | Guardian Angel              | Frank                  | corto - junto a John Alderton & Suzanna Hamilton                                                   |
| 1996 | Truth or Dare               | David Baird            | junto a Helen Baxendale, John Hannah, Susan Lynch & Ben Daniels                                    |
| 1996 | The Bare Necessities        | Barry                  | junto a Eamon Boland, Joe Duttine, Paul Rider & William Ash                                        |
| 1988 | Distant Voices, Still Lives | Soldado                | junto a Pete Postlethwaite, Angela Walsh, Dean Williams & Lorraine Ashbourne                       |
| 1984 | A Passage to India          | -                      | junto a Judy Davis, Peggy Ashcroft, James Fox & Alec Guinness                                      |

### Narrador y Presentador
| Año         | Título                                  | Notas                                     |
| ----------- | --------------------------------------- | ----------------------------------------- |
| 2012        | Dirty Great Machines                    | documental - 4 episodios                  |
| 2008 - 2011 | Big, Bigger, Biggest                    | 19 episodios                              |
| 2010        | Flying Squad: The Real Sweeney          | documental                                |
| 2008        | Highlands                               | 6 episodios - presentador                 |
| 2008        | Monster Moves                           | documental - episodio "Rescuing Ramesses" |
| 2005        | Amazon Abyss                            | 3 episodios                               |
| 2004        | Who Got the Bay City Rollers' Millions? | 3 episodios                               |
| 2001        | Fire, Plague, War and Treason           | docuemntal                                |
| 2001        | The Volcano That Blew a World Away      | docuemntal                                |

### Teatro
| Año         | Obra                            | Personaje | Director (a)   | Teatro                      | Notas                                             |
| ----------- | ------------------------------- | --------- | -------------- | --------------------------- | ------------------------------------------------- |
| 2010        | Breed                           | Danny     | -              | Theatre503                  | -                                                 |
| 1996        | Simply Disconnected             | Greg      | -              | Chichester Festival Theatre | -                                                 |
| 1994        | The Cherry Orchard              | -         | -              | -                           | -                                                 |
| 1994        | The Impressario From Smyrna     | -         | -              | -                           | -                                                 |
| 1990        | Measure for Measure             | Duque     | -              | -                           | -                                                 |
| 1989 - 1990 | Prin                            | Walker    | Richard Wilson | Lyric Theatre               | junto a Sheila Hancock, Susie Blake & Paul Copley |
| 1988 - 1989 | Easy Virtue                     | John      | -              | The Garrick Theatre         | -                                                 |
| 1988        | Easy Virtue                     | -         | Tim Luscombe   | King's Head Theatre         | junto a Avril Angers, Jane How & Ronnie Stevens   |
| 1984        | Number One                      | Arthur    | -              | Queens Theatre              | -                                                 |
| 1980        | A Private Matter                | -         | -              | Donovan Maule Theatre       | -                                                 |
| -           | Women Laughing                  | -         | -              | -                           | -                                                 |
| -           | Dealing with Claire Orange Tree | -         | -              | -                           | junto a Tom Courtney                              |
| -           | Bent                            | Rudy      | -              | -                           | -                                                 |
| -           | Don Juan                        | Don Juan  | -              | -                           | -                                                 |
| -           | House New Grove                 | -         | Martin Clunes  | -                           | -                                                 |
| -           | Ghosts                          | Oswald    | -              | -                           | -                                                 |
| -           | The Winslow Boy                 | Dickie    | -              | -                           | -                                                 |
| -           | Dangerous Corner                | Gordon    | -              | -                           | -                                                 |
| -           | Equus                           | Alan      | -              | -                           | -                                                 |
| -           | Black COmedy                    | Brindsley | -              | -                           | -                                                 |
| -           | Kes                             | McDowall  | -              | -                           | -                                                 |
| -           | Richard III                     | Hastings  | -              | -                           | -                                                 |
| -           | The Russian Revolution          | Trotski   | -              | -                           | -                                                 |

## Premios y nominaciones
| Año  | Categoría             | Premio      | Obra  | Resultado |
| ---- | --------------------- | ----------- | ----- | --------- |
| 2010 | Best Male Performance | OFFIE Award | Breed | Nominado  |